# Тополе (Менгеш)
Тополе (словен. Topole) — поселення в общині Менгеш, Осреднєсловенський регіон, Словенія. 
Висота над рівнем моря: 325,9 м.